# Руда-Волоська
Руда-Волоська (пол. Ruda Wołoska) — село в Польщі, у гміні Томашів Томашівського повіту Люблінського воєводства.
Населення — 453 особи (2011).
У 1975-1998 роках село належало до Замойського воєводства.

## Демографія
Демографічна структура станом на 31 березня 2011 року:
|          | Загалом | Допрацездатний вік | Працездатний вік | Постпрацездатний вік |
| -------- | ------- | ------------------ | ---------------- | -------------------- |
| Чоловіки | 226     | 52                 | 156              | 18                   |
| Жінки    | 227     | 45                 | 122              | 60                   |
| Разом    | 453     | 97                 | 278              | 78                   |